# 9414 Masamimurakami
9414 Masamimurakami este un asteroid din centura principală de asteroizi.

## Descriere
9414 Masamimurakami este un asteroid din centura principală de asteroizi. A fost descoperit pe 25 octombrie 1995 la Ōizumi de Takao Kobayashi. Asteroidul prezintă o orbită caracterizată de o semiaxă mare de 2,42 ua, o excentricitate de 0,14 și o înclinație de 12,2° în raport cu ecliptica.